# Volksbank Uelzen-Salzwedel
Die Volksbank Uelzen-Salzwedel eG ist eine deutsche Genossenschaftsbank mit Sitz in der niedersächsischen Kreisstadt Uelzen im Landkreis Uelzen.

## Geschichte
Die heutige Volksbank Uelzen-Salzwedel eG entstand 2003 durch die Fusion der Volksbank Uelzen-Bevensen eG mit dem Sitz in Ebstorf und der Volksbank Ostkreis Uelzen eG mit dem Sitz in Suhlendorf. Ihre Wurzeln reichen bis in das Jahr 1895 zurück.

### Gründung im 19. Jahrhundert

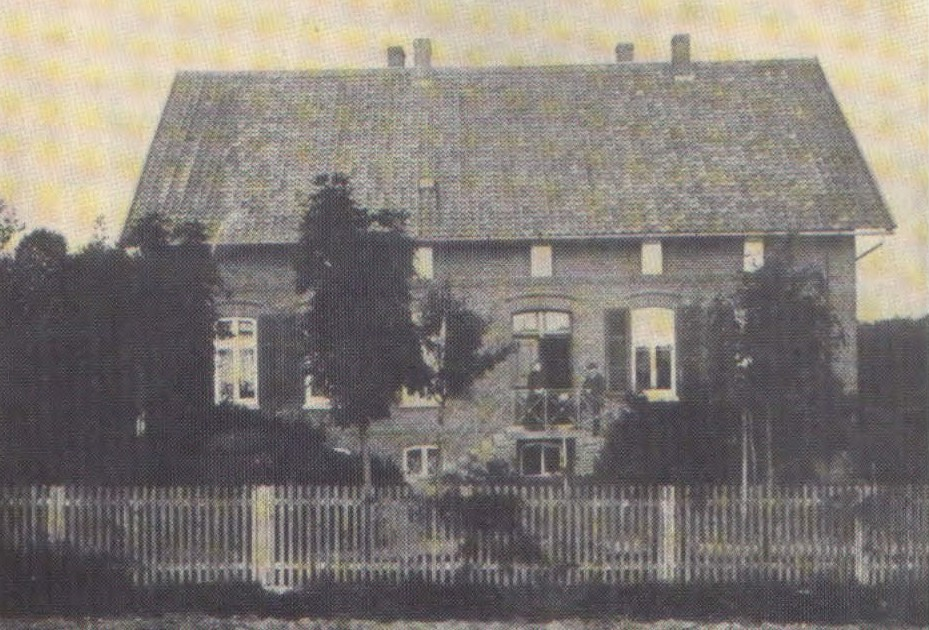
In diesem Haus des Oberamtmanns Furhop in Ebstorf, Bahnhofstraße 28, wurden von 1895 bis 1919 die Geschäfte abgewickelt

Die heutige Volksbank Uelzen-Salzwedel eG kann auf viele Vorgängerinstitute zurückblicken. Mitte des 18. Jahrhunderts wuchs die Bevölkerung im heutigen Geschäftsgebiet der Bank schnell, eine Hungersnot drohte und so musste die Intensivierung der Landwirtschaft vorangetrieben werden. Zu diesem Zweck gründete Georg III, König von England und Hannover, im Jahre 1764 die Königliche Landwirtschaftsgesellschaft in Celle – der Grundstein der modernen Landwirtschaft. Um direkter und schneller wirken zu können, gründete der Wrestedter, Christian Freiherr von Hammerstein, am 22. März 1830 zusammen mit 41 anderen Männern in Uelzen den land- und forstwirtschaftlichen Provinzialverein für das Fürstentum Lüneburg. Als Tochterverein der Königlichen Landwirtschaftsgesellschaft hatte sich der Verein als oberstes Ziel auf die Fahnen geschrieben, den Landwirten Möglichkeiten aufzuzeigen, wie höhere Erträge erwirtschaftet werden könnten. Der Provinzialverein wirkte so erfolgreich, dass überall auf dem Lande Tochtervereinigungen gegründet wurden – die Landwirtschaftlichen Vereine. Der erste Verein dieser Art im Kreis Uelzen entstand 1855 in Ebstorf. Schon damals hatte sich der genossenschaftliche Gedanke im heutigen Geschäftsgebiet der Bank sehr weit entwickelt. Die Intensivierung der Landwirtschaft, das Anschaffen von Vieh und neuer Geräte erforderte von jedem landwirtschaftlichen Betrieb zunehmend den Einsatz von Kapital. Doch woher sollte dieses Geld kommen? Das private Kreditgewerbe wandte sich in immer stärkerem Maße der Kreditversorgung der Industriebetriebe und Privatpersonen zu und auch der bereits 1860 entstandenen Sparkasse war es nicht möglich, den landwirtschaftlichen und gewerblichen Betrieben Kredit zu geben, mit denen sie das ganze Jahr wirtschaften konnten. Aus dieser Not heraus begannen die landwirtschaftlichen Vereine Ende des 19. Jahrhunderts damit, Geldinstitute zu gründen, die auf diese speziellen Erfordernisse und Besonderheiten eingestellt waren.
Die Schwierigkeiten bei der Kapitalbeschaffung waren für viele Gewerbetreibende und Landwirte existenzbedrohend. Aus diesem Grund entsandte der inzwischen in Hannover gegründete „Verband hannoverscher landwirtschaftlicher Genossenschaften e.V.“ den Wanderlehrer Fricke in die interessierten Gemeinden zum Zweck der Gründung von Spar- und Darlehenskassen – den Vorgängerinstituten der heutigen Volksbanken. In den jeweiligen landwirtschaftlichen Vereinen fiel das Wissen des Wanderlehrers Fricke auf fruchtbaren Boden und so wurde 1895 damit begonnen, Spar- und Darlehenskassen im Geschäftsgebiet der Volksbank Uelzen-Salzwedel eG zu gründen.

### Gründungsjahre der Vorgängerinstitute der Volksbank Uelzen-Salzwedel eG
| Jahr    | Gründung der ... |
| ------- | --- |
| 1895    | Spar- und Darlehenskasse Ebstorf eGmuH mit dem Sitz in Ebstorf; Spar- und Darlehenskasse Pretzier eGmuH mit dem Sitz in Pretzier; Spar- und Darlehenskasse Seebenau eGmuH mit dem Sitz in Seebenau; Spar- und Darlehenskasse Siedenlangenbeck eGmuH mit dem Sitz in Siedenlangenbeck |
| 1896    | Spar- und Darlehenskasse Wieren eGmuH mit dem Sitz in Wieren; Spar- und Darlehenskasse Rätzlingen eGmuH mit dem Sitz in Rätzlingen; Spar- und Darlehenskasse Wrestedt eGmuH mit dem Sitz in Wrestedt                                                                                 |
| 1897    | Spar- und Darlehenskasse Bevensen eGmuH mit dem Sitz in Bevensen; Spar- und Darlehenskasse Rosche eGmuH mit dem Sitz in Rosche; Spar- und Darlehenskasse Altenmedingen eGmuH mit dem Sitz in Altenmedingen; Spar- und Darlehenskasse Himbergen eGmuH mit dem Sitz in Himbergen       |
| 1898    | Spar- und Darlehenskasse Bienenbüttel eGmuH mit dem Sitz in Bienenbüttel |
| 1902    | Spar- und Darlehenskasse Altensalzwedel eGmuH mit dem Sitz in Altensalzwedel; Spar- und Darlehenskasse Mahlsdorf eGmuH mit dem Sitz in Mahlsdorf |
| 1903    | Spar- und Darlehenskasse Fleetmark und Umgebung eGmuH mit dem Sitz in Fleetmark |
| 1905    | Spar- und Darlehenskasse Suhlendorf eGmuH mit dem Sitz in Suhlendorf |
| 1906    | Spar- und Darlehenskasse Dambeck eGmuH mit dem Sitz in Dambeck |
| 1922    | Spar- und Darlehenskasse Cheine-Brietz eGmuH mit dem Sitz in Cheine |
| Quelle: | |

### Beginn des 20. Jahrhunderts
Die Vorgängerinstitute der heutigen Volksbank Uelzen-Salzwedel eG wurden noch in der Rechtsform der eGmuH (eingetragene Genossenschaft mit unbeschränkter Haftung) gegründet. Dies war die damals übliche Haftform. Jedes Mitglied haftete mit seinem gesamten Vermögen für die Verbindlichkeiten der Bank. Diese Tatsache schaffte Vertrauen, so dass sich sehr schnell neue Mitglieder fanden. Wer allerdings einen Kredit haben wollte, der musste selbst Mitglied der Bank sein. Die nun in vielen Orten entstandenen Spar- und Darlehenskassen konnten sich schnell etablieren und führten dazu, dass das Bankenwesen und die Wirtschaft insgesamt einen enormen Aufschwung erlebten. Die Mitgliederzahlen wuchsen, hauptamtliche Geschäftsführer wurden eingestellt und die ersten eigenen Geschäftsstellen der Bank entstanden. Unterbrochen wurde dieses Wachstum durch die Nachwirkungen des Ersten Weltkrieges. Zudem wurde die schleichende Geldentwertung zur totalen Inflation. Die Inflation verlief so schnell, dass die Druckereien der Reichsbanken nicht in der Lage waren, den Banknotenbedarf zu decken. Das Geld wurde im „Koffer“ transportiert. Dadurch wuchs auch die Arbeit der Bankangestellten enorm an. So waren allein in Bevensen zwei Mitarbeiter den ganzen Tag damit beschäftigt, die riesigen Geldmengen zu zählen.
Im November 1923 war diese Phase vorbei: Die „Goldmark“ oder „Rentenmark“ war das neue Zahlungsmittel. Auch bei den Vorgängerinstituten der Volksbank Uelzen-Salzwedel eG wurde in den 20er Jahren der Überweisungs- sowie der Scheckverkehr eingeführt und mit der Maschinenbuchhaltung wurde begonnen. Um den Kleinsparverkehr zu beleben, wurden Sparbücher für Neugeborene ausgegeben. Bis heute wird dies aufrechterhalten. Jeder Neugeborene erhält einen Spargeschenkgutschein in Höhe von 10 €. In den 30er Jahren beschlossen die Generalversammlungen die Umwandlung in Genossenschaften mit „beschränkter“ Haftung. Die bisherige Form, dass alle Mitglieder mit ihrem gesamten Vermögen hafteten, erwies sich als nicht mehr zeitgemäß.

### Nach dem Zweiten Weltkrieg bis zur Deutschen Einheit

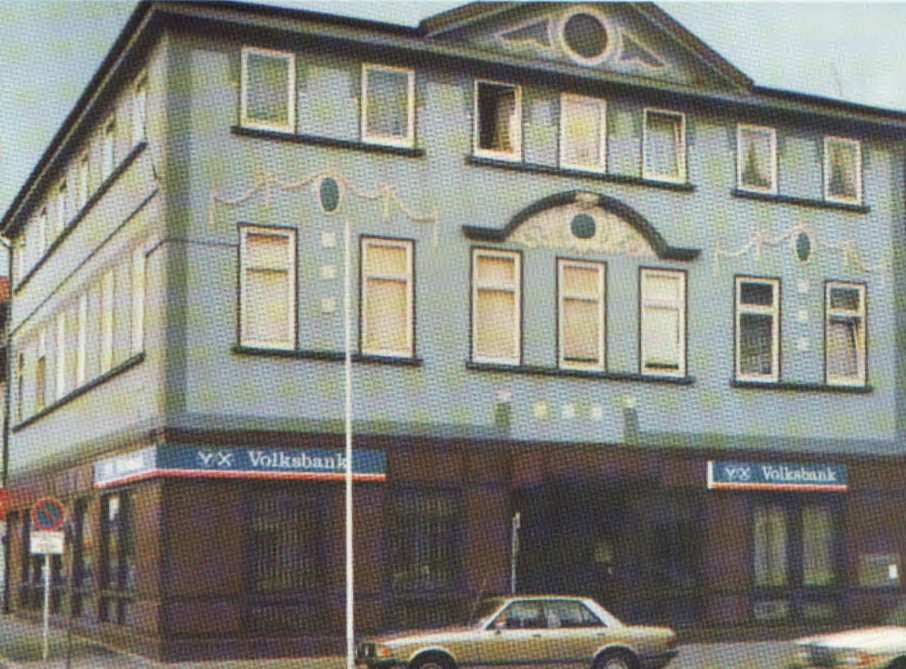
Die heutige Hauptgeschäftsstelle der Bank in der Uelzener Gudesstraße in den 70er Jahren

Nach dem Krieg begann der erneute Aufbau der Bank. Neue Filialen wurden eröffnet, zum Beispiel 1954 in Bad Bodenteich. In den 70er Jahren hielt die elektronische Datenverarbeitung Einzug in den Vorgängerinstituten der Bank und die genossenschaftlichen Verbände Raiffeisen und Schulze-Delitzsch fusionierten miteinander. Damit wurde den heutigen Volksbanken der Weg gebahnt. 1973 erfolgte beispielsweise die Umfirmierung der Spar- und Darlehenskasse zur „Volksbank Bevensen eGmbH“. Am 6. Februar 1973 eröffnete die heutige Hauptstelle in Uelzen ihre Pforten. 1976 wurde die Vorschrift in der Satzung geändert, dass Kredite nur an Mitglieder vergeben werden durften. Die 80er Jahre brachten in der Bank die ersten Datensichtgeräte. Damit war es möglich, die am Schalter eingereichten Belege sofort zu buchen und den neuen Kontostand über ein Terminal abzufragen. In diesem Jahrzehnt wurden zudem die ersten Geldautomaten im Geschäftsgebiet der Bank aufgestellt. Im Jahr 1987 fusionierten die Volksbank Ebstorf eG mit dem Sitz in Ebstorf und die Volksbank Wrestedt eG mit dem Sitz in Wrestedt zur Volksbank Uelzen eG; 1988 die Volksbank Bevensen e.G. mit dem Sitz in Bad Bevensen und die Volksbank Bienenbüttel eG mit dem Sitz in Bienenbüttel zur Volksbank Bevensen e.G. Auf dem Gebiet der damaligen Deutschen Demokratischen Republik spiegelte sich die Politik auch in der Historie der Vorgängerinstitute der Bank wider. 1951 firmierten die Einzelgenossenschaften des Landkreises Salzwedel in einzelne örtliche Vereinigungen der gegenseitigen Bauernhilfe (VdgB) oder Bäuerliche Handelsgenossenschaften (BHG) um. Bis zum Jahr 1976 wurden alle vormaligen Einzelgenossenschaften auf dem Gebiet des heutigen Altmarkkreises Salzwedel zur BHG Salzwedel zusammengeführt.

### Zusammenwachsen nach der Deutschen Einheit
Die Zeit nach der Deutschen Einheit war geprägt durch das Zusammenwachsen der einzelnen Volksbanken auf lokaler Ebene. Zum 1. Juli 1990 entstand die Raiffeisenbank Salzwedel eG mit dem Sitz in Salzwedel neu, welche im Jahr darauf in Volksbank Salzwedel eG umbenannt wurde. Die ehemalige Spar- und Darlehnskasse Salzwedel eG fusionierte zuvor im Jahr 1976 mit der Spar- und Darlehnskasse Altensalzwedel eG, der Spar- und Darlehnskasse Fleetmark und Umgebung eG, der Spar- und Darlehnskasse Siedenlangenbeck eG, der Spar- und Darlehnskasse Cheine-Brietz eG, der Spar- und Darlehnskasse Dambeck eG, der Spar- und Darlehnskasse Mahlsdorf eG, der Spar- und Darlehnskasse Pretzier eG und der Spar- und Darlehnskasse Seebenau eG zur Raiffeisenbank Salzwedel eG.
Die Volksbank Ostkreis Uelzen eG mit dem Sitz in Suhlendorf und die Volksbank Wieren eG mit dem Sitz in Wieren schlossen sich 1991 zur Volksbank Ostkreis Uelzen eG zusammen und in der Gudesstraße in Uelzen entstand die neue Hauptstelle der Volksbank Uelzen-Salzwedel eG. 1994 verschmolzen die Volksbank Bevensen e.G. und die Volksbank Uelzen e.G. zur Volksbank Uelzen-Bevensen eG. Im Vorjahr entstand fusionierte bereits die Volksbank Himbergen eG mit der Volksbank Altenmedingen eG mit dem Sitz in Altenmedingen. Die Volksbank Himbergen eG ist im Jahr 1969 als Spar- und Darlehnskasse Himbergen-Rosche eGmbH durch die Fusion der Spar- und Darlehnskasse Rosche eGmbH mit dem Sitz in Rosche und der Spar- und Darlehnskasse Himbergen eGmbH entstanden.
Bereits 1996 erfolgte mit der Fusion zwischen der Volksbank Ostkreis Uelzen eG mit dem Sitz in Bad Bodenteich und der Volksbank Salzwedel e.G. der länderübergreifende Schritt, der auch das Zusammenwachsen zwischen Ost- und Westdeutschland dokumentiert. Die Volksbank Ostkreis Uelzen eG entstand aus der ehemaligen Spar- und Darlehnskasse Suhlendorf eGmbH die im Jahr 1969 mit der Spar- und Darlehnskasse eGmbH Rätzlingen mit dem Sitz in Rätzlingen fusionierte.
1999 fusionierte die Volksbank Uelzen-Bevensen eG mit der Volksbank Himbergen eG mit dem Sitz in Himbergen. Im Herbst 2003 vollzog die Bank dann den Schritt zu einer Volksbank für den Landkreis Uelzen und die westliche Altmark – die heutige Volksbank Uelzen-Salzwedel eG entstand.

## Rechtsverhältnisse
Die Volksbank Uelzen-Salzwedel eG ist im Genossenschaftsregister beim Amtsgericht Lüneburg unter GnR 120026 eingetragen.

## Organisationsstruktur
Rechtsgrundlagen sind das Genossenschaftsgesetz und die durch die Vertreterversammlung beschlossene Satzung. Organe der Bank sind der Vorstand, der Aufsichtsrat und die Vertreterversammlung.

### Vertreterversammlung
Das höchste Organ der Volksbank Uelzen-Salzwedel eG ist die jährlich stattfindende Vertreterversammlung. Die Satzung der Genossenschaft bestimmt, dass die Mitglieder ihre Rechte in einer Vertreterversammlung wahrnehmen. Hierzu wählen alle Mitglieder aus ihrer Mitte für je 40 Mitglieder einen Vertreter, die ihre Interessen in der Vertreterversammlung vertreten. Die Vertreter werden auf vier Jahre gewählt. Bei der Vertreterwahl haben alle Mitglieder eine Stimme – unabhängig von der Anzahl der Geschäftsanteile. Vorstand und Aufsichtsrat legen vor der Vertreterversammlung Rechenschaft über ihre Tätigkeit ab. Die Vertreterversammlung stellt den Jahresabschluss fest und beschließt, wie der Jahresüberschuss verwendet werden soll. Außerdem entscheidet sie über die Entlastung des Aufsichtsrates und des Vorstandes.

### Vorstand und Aufsichtsrat
Der Aufsichtsrat wird aus der Mitte der Vertreter gewählt. Er überwacht die Geschäftsführung des Vorstandes und kontrolliert die Geschäftsergebnisse. Der Aufsichtsrat prüft zudem den Jahresabschluss und berichtet einmal jährlich in der Vertreterversammlung über diese Prüfung. Der Vorstand der Volksbank Uelzen-Salzwedel eG besteht derzeit aus 2 Mitgliedern. Sie leiten die Bank eigenverantwortlich, vertreten sie nach außen und führen die Geschäfte. Der Vorstand ist dem Aufsichtsrat und den Mitgliedern der Bank zur Rechenschaft verpflichtet.

### Mitgliedschaft
Die Volksbank Uelzen-Salzwedel eG wird in der Rechtsform der eingetragenen Genossenschaft geführt. Die Basis dieser Rechtsform ist die Mitgliedschaft. Als Mitglied bei der Volksbank Uelzen-Salzwedel eG ist man mit einem oder mehreren Geschäftsanteilen an der Bank beteiligt, kann an demokratischen Entscheidungsprozessen mitwirken und von exklusiven Mehrwerten für Mitglieder profitieren.

## Sicherungseinrichtung
Die Volksbank Uelzen-Salzwedel eG ist der amtlich anerkannten Sicherungseinrichtung des Bundesverbandes der Deutschen Volksbanken und Raiffeisenbanken GmbH und der zusätzlichen freiwilligen Sicherungseinrichtung des Bundesverbandes der Deutschen Volksbanken und Raiffeisenbanken e.V. angeschlossen.
Sie ist Teil der Genossenschaftlichen FinanzGruppe Volksbanken Raiffeisenbanken und Mitglied des Bundesverband der Deutschen Volksbanken und Raiffeisenbanken (BVR). Die Stabilität der Genossenschaftlichen FinanzGruppe und das Vertrauen in die Bonität ihrer Mitglieder sind von entscheidender Bedeutung für das erfolgreiche Wirken der deutschen Genossenschaftsbanken im Wettbewerb. Die Sicherungseinrichtung des BVR gewährleistet zusammen mit der BVR Institutssicherung GmbH diese Stabilität und dieses Vertrauen in einem besonders hohen Maße.

## Geschäftsausrichtung
Die Volksbank Uelzen-Salzwedel eG betreibt das Universalbankgeschäft. Zu ihren Kerngeschäftsfeldern gehören die Durchführung des Zahlungsverkehrs, die Finanzierungsberatung, die Geld- und Vermögensanlage, die Zukunftsvorsorge, das Geschäftsfeld Immobilien sowie die Vermittlung von genossenschaftlichen Finanzdienstleistungen für Privatkunden, Firmenkunden, Freiberufler, Selbstständige und aufgrund der ländlichen Struktur insbesondere auch für die Landwirtschaft. Im Verbundgeschäft arbeitet sie eng mit den Unternehmen der Genossenschaftlichen FinanzGruppe, der DZ Bank, R+V Versicherung, Bausparkasse Schwäbisch Hall, Teambank, VR Smart Finanz, Münchener Hypothekenbank, DZ Hyp und der Union Investment zusammen.

## Geschäftsgebiet
Das Geschäftsgebiet liegt innerhalb des Landkreises Uelzen und in der westlichen Altmark im Norden des Altmarkkreises Salzwedel.
An diesen Orten betreibt die Bank Filialen:
- Uelzen (Hauptstelle, jur. Sitz + 3 SB-Geschäftsstellen)
- Bad Bevensen (1 Geschäftsstelle + 1 SB-Geschäftsstelle)
- Bad Bodenteich (Geschäftsstelle)
- Bienenbüttel (Geschäftsstelle)
- Ebstorf (Geschäftsstelle)
- Rosche (Geschäftsstelle)
- Salzwedel (1 Geschäftsstelle + 1 SB-Geschäftsstelle)
- Suderburg (Geschäftsstelle)
- Oldenstadt (SB-Geschäftsstelle)
- Wriedel (SB-Geschäftsstelle)

In Uelzen befindet sich das Interne Servicecenter der Bank, in dem die dem Markt nachgelagerten Bereiche angesiedelt sind. Dort befindet sich auch der Sitz des Vorstandes. Die Bank bietet darüber hinaus eine Direkt-Filiale, eine Online-Filiale und eine Mobile-Filiale inklusive App für Smartphone und Tablet an.